# 네이키드
네이키드(Neiked)는 스웨덴의 음악 프로듀서이다. 싱글 "Sexual"로 이름을 알렸으며, 싱글은 스베리예토프리스탄 싱글 차트에서 32위, 영국 싱글 차트 6위까지 올랐다.